# Arturo Ruas
Arturo Ruas (* 11. Oktober 1981 in Beirut, Libanon; eigentlich Adrian Antoine Jaoude) ist ein brasilianischer Wrestler und Ringer. Er stand zuletzt bei der WWE unter Vertrag und trat regelmäßig in deren Show NXT auf. Momentan tritt Ruas unter dem Namen Tiger Ruas bei AEW auf.

## Leben
Adrian Jaroude wurde im Libanon geboren, lebte danach jedoch in Brasilien. Dort trainierte er Ringen sowie verschiedene Kampfsportarten, darunter Brazilian Jiu-Jitsu und Capoeira. Bei den Pan-American Championships gewann er 2008 eine Bronzemedaille. Bei den Panamerikanischen Spielen 2007 und 2011 vertrat er Brasilien im Ringen. 2007 erreichte er Platz 7 und 2011 Platz 4 in der Gewichtsklasse bis 84 kg.
Jaroude unterschrieb 2015 bei WWE, wo er seitdem unter dem Ringnamen Arturo Ruas antritt. Er wurde im WWE Performance Center ausgebildet und gab sein Debüt im Juli 2016 während einer Houseshow, bei der er mit Niko Bogojevic gegen Gzim Selmani und Sunny Dhinsa kämpfte.
In der NXT-Folge vom 18. Juli 2018 gab Jaoude sein NXT-Debüt, bei dem er von Kassius Ohno besiegt wurde. In der Folge von NXT vom 13. Juni 2019 wurde Jaoude von Matt Riddle besiegt. 2018 und 2019 trat er außerdem für Evolve Wrestling an.
In der Folge von Raw vom 10. August 2020 gab Ruas sein Debüt in einem Raw Underground-Segment, einem von Shane McMahon moderierten Underground-Kampfclub, der an MMA erinnern soll. Dort durfte er Mikey Spandex durch „K.o.“ besiegen.
Am 12. Oktober 2020 wechselte er durch den Draft zu Raw. Bei der Ausgabe von NXT am 18. November 2020 zog er sich einen Bizepsriss zu. Am 25. Juni 2021 wurde er von der WWE entlassen.

## Privatleben
Sein älterer Bruder Antoine Jaoude ist ebenfalls Ringer und vertrat Brasilien bei den Olympischen Sommerspielen 2004. Er trat auch als MMA-Kämpfer an.

## Titel und Auszeichnungen
- Pro Wrestling Illustrated
  - Nummer 483 der Top 500 Wrestler in der PWI 500 im Jahr 2019
  - Nummer 380 der Top 500 Wrestler in der PWI 500 im Jahr 2020